# Back Su-yeon
Back Su-yeon, född 1 juli 1991, är en sydkoreansk simmare.
Su-yeon tävlade för Sydkorea vid olympiska sommarspelen 2012 i London, där hon blev utslagen i semifinalen på 200 meter bröstsim. Vid olympiska sommarspelen 2016 i Rio de Janeiro blev Su-yeon utslagen i försöksheatet på 200 meter bröstsim.